# John Cryan

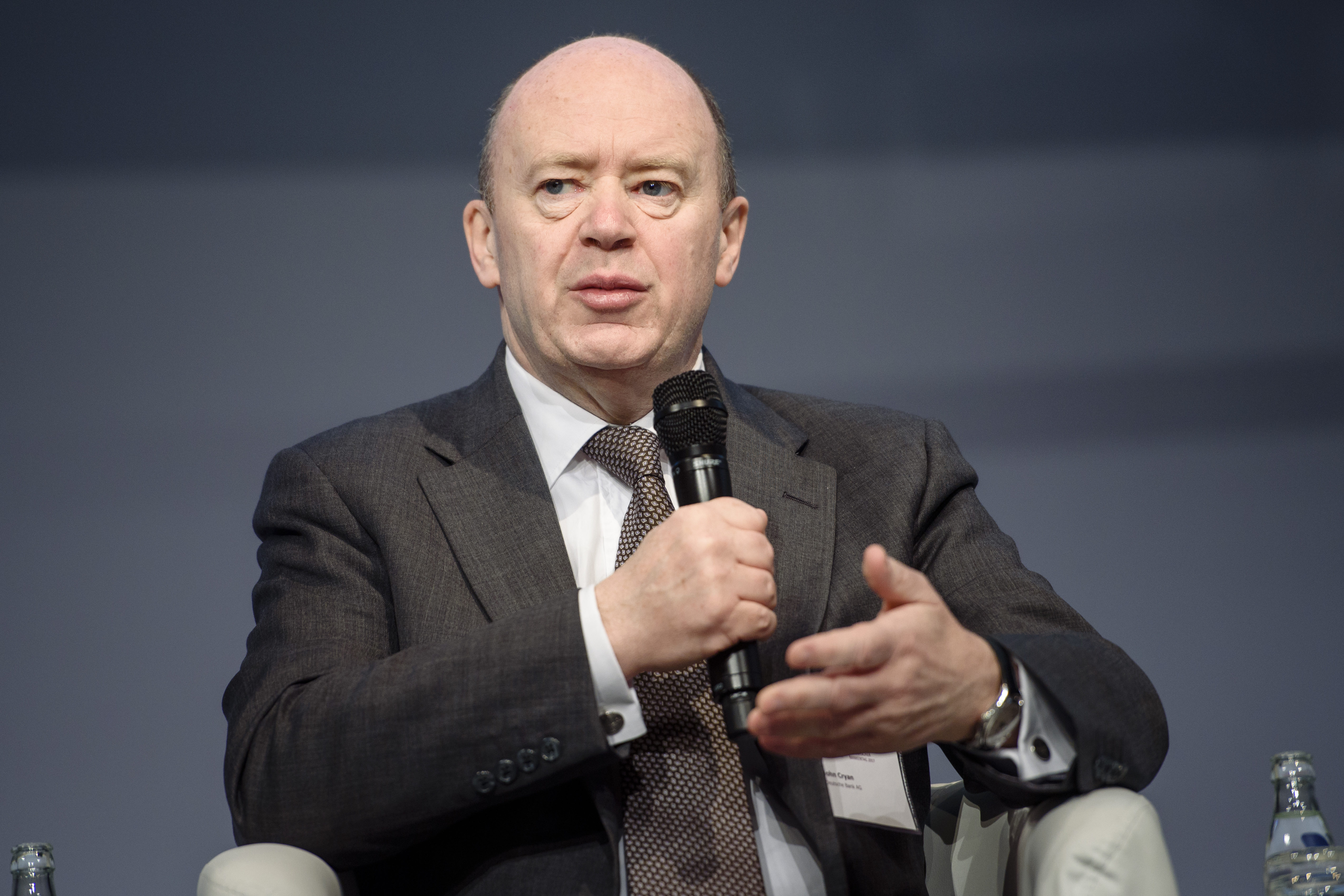
John Cryan, 2017

John Michael Cryan (* 16. Dezember 1960 in Sunderland im County Durham, Vereinigtes Königreich) ist ein britischer Bankmanager. Er war ab dem 1. Juli 2015 Vorstandsvorsitzender der Deutschen Bank. Am 8. April 2018 wurde er mit sofortiger Wirkung von diesem Posten abgelöst.

## Leben
John Cryan schloss 1981 sein Studium an der Universität Cambridge mit einer Auszeichnung und mit dem Master of Arts (Hons) ab (bei dem es sich, wie in Cambridge üblich, um einen Bachelor-Abschluss handelt, der ohne weitere akademische Prüfung in einen Master umgewandelt wird, dennoch ein Undergraduate-Abschluss bleibt).
Nach einer ersten Tätigkeit als Wirtschaftsprüfer bei Arthur Andersen LLP wechselte Cryan 1987 zu S. G. Warburg in London, wo er bei Henry Grunfeld das Bankgeschäft erlernte. Im September 2008 wurde er zum Finanzchef bei der schweizerischen UBS Gruppe Europa berufen, zuständig für den Nahen Osten und Afrika. Im Mai 2011 verließ er die UBS aus persönlichen Gründen. Im Januar 2012 ging Cryan nach Singapur und startete bei der Investmentgesellschaft Temasek Holdings als Präsident für das Europa-Geschäft.
Ab 1992 spezialisierte er sich auf strategische und finanzielle Beratung einer breiten Palette von Unternehmen im Finanzdienstleistungssektor weltweit. Im ersten Halbjahr 2015 spielte er eine aktive Rolle in der Beratung des UBS-Verwaltungsrats sowie der Konzernleitung in Fragen der globalen Finanzkrise.
Cryan hat mehrere Aufsichtsratsmandate inne, unter anderem beim britischen Hedgefonds Man Group.
Neben seiner Haupttätigkeit als Co-Leiter Portfoliomanagement & Strategy Group war Cryan ab 2013 auch Vorsitzender des Prüfungsausschusses im Aufsichtsrat der Deutschen Bank.
Cryan wurde am 1. Juli 2015 zusammen mit Jürgen Fitschen Nachfolger von Anshu Jain als Vorstandsvorsitzender der Deutschen Bank. Ab 20. Mai 2016 war er durch Ausscheiden von Fitschen Alleinvorstand mit einem Jahresgehalt von 3,8 Millionen Euro.
Am 8. April 2018 berief der Aufsichtsrat der Deutschen Bank mit sofortiger Wirkung Christian Sewing zum Vorstandsvorsitzenden. Cryan verließ die Deutsche Bank zum 30. April 2018, sein Vertrag hätte eigentlich bis zum Jahr 2020 laufen sollen.
John Cryan spricht fließend Deutsch.